# Campionato italiano femminile di hockey su ghiaccio 1998-1999
Il Campionato italiano femminile di hockey su ghiaccio 1998-99 ha visto al via 7 squadre dopo la defezione del Milano: HC Agordo, HC Lario Halloween, HC Eagles Bolzano, HC Falchi Boscochiesanuova, HC Gardena Girls, HC Femminile Feltre e HC Belluno Femminile.

## Classifica
1. Bolzano
2. Belluno
3. Agordo
4. Como
5. Gardena
6. Feltre
7. Boscochiesanuova

L'Hockey Club Eagles Bolzano vince il suo terzo titolo italiano.